# Choceňský tunel
Choceňský tunel byl železniční tunel na katastrálním území Choceň na úseku trati Praha – Česká Třebová mezi stanicemi Choceň a Brandýs nad Orlicí (ve východní části železniční stanice Choceň) v km 270,400–270,656. Byl nejstarším železničním tunelem na území dnešního Česka.

## Historie
Železniční trať c. k. Olomoucko-pražské státní dráhy byla otevřena roku 1845 jako jedna z prvních na českém území. Na jejím úseku byly postaveny tři tunely. Jedním z nich byl tunel, který byl proražen přes skálu před Chocní. Stavba dráhy z České Třebové do Chocně byla zahájena v červenci 1843. V březnu 1843 byly zahájeny práce na tunelu a ražba byla ukončena 4. března 1844. Vyzdění a zaklenutí tunelu bylo započato 23. července 1844 a práce byly ukončeny slavnostním osazením posledního klenáku 17. července 1845.
Po druhé světové válce bylo zjištěno poškození tunelu a bylo rozhodnuto o jeho snesení a nahrazení hlubokým zářezem. Práce na snesení byly zahájeny v roce 1947 a ukončeny v roce 1950.

## Popis
Projekt tunelu vypracoval vrchní inženýr Jan Perner, vedením stavby byl pověřen vrchní inženýr Karel Keissler. Na výstavbě se podílely firmy Vojtěcha Lanny staršího a bratří Kleinových. Tunel dlouhý 248 m byl ražen v nadmořské výšce 295 m v křídových sedimentech jizerského souvrství (turon), které je tvořeno opukami a pískovci. Na severní stěně zářezu je možné sledovat úklony jednotlivých vrstev. Z důvodu značného zvětrání opuky byl skalní masív nestabilní, a proto musel být tunel vyzděn a zaklenut kamennými kvádry. Novogotické portály byly ozdobeny přímou římsou s obloukovým vlysem a cimbuřím.

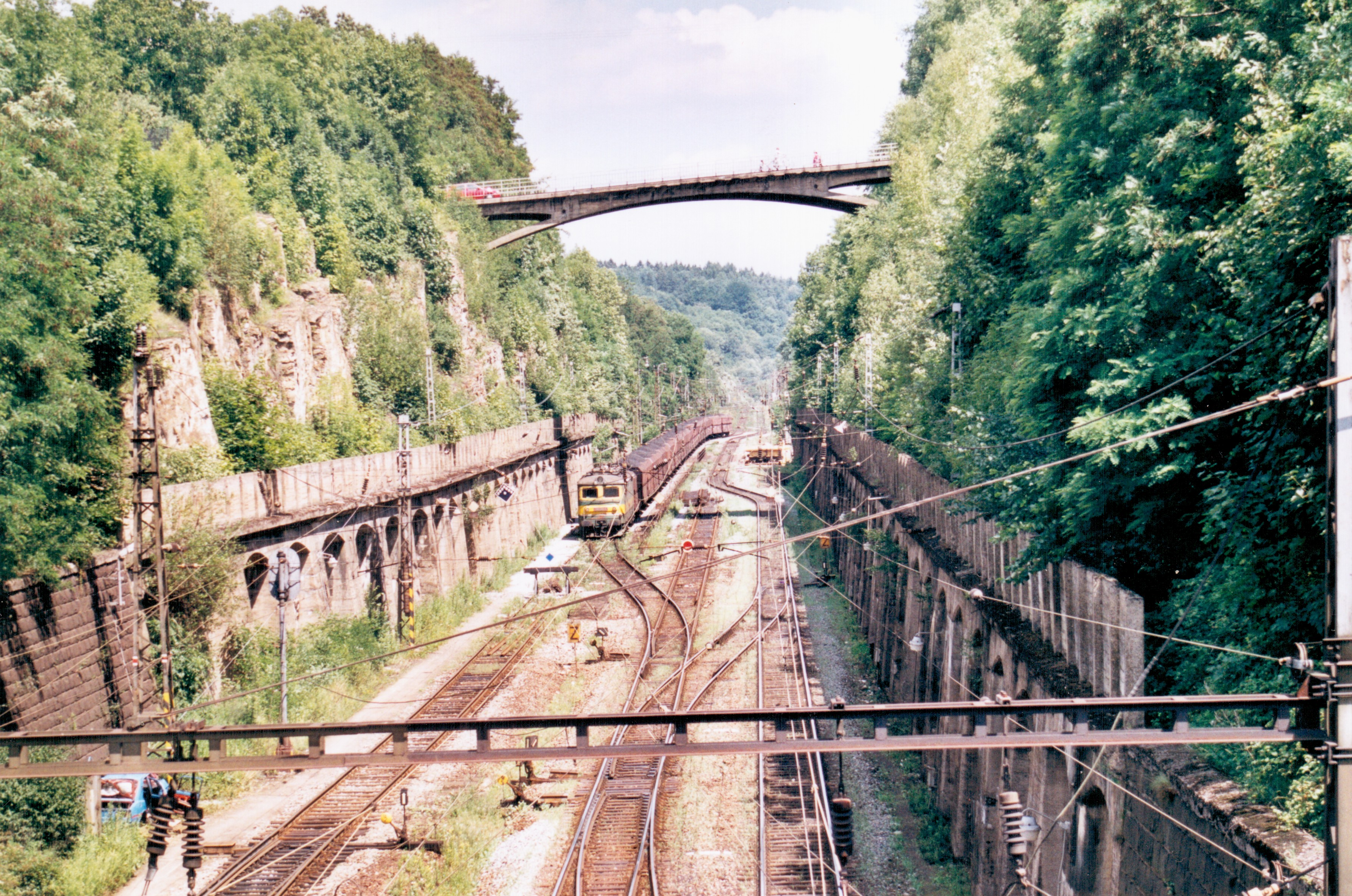
Choceňský zářez

## Demolice
Demolice tunelu byla náročná zejména proto, že dál probíhal provoz na obou kolejích. Snesení tunelu bylo technologicky/technicky srovnatelné s jeho výstavbou. Bylo zapotřebí odtěžit a odvézt 210 tisíc m³ zeminy nacházející se nad tunelovou troubou. Pro tento účel byly vyraženy z obou stran tunelové trouby souběžné štoly, které byly vybaveny úzkorozchodnou polní drážkou. Ve stropu štol byly postupně vybudovány komíny, kterými padala zemina. Tato metoda se používala při dobývání nerostů a hornin. Byla známá jako anglická metoda případně nálevkování či mlýnkování.
Stabilita tunelového tubusu byla ohrožena jak štolami, tak těžbou. Proto byl tunel před stavbou zářezu v letech 1947–1950 vyztužen železnými skružemi.  Zářez byl v letech 1950–1953 vyzděn betonovými obkladními zdmi s galeriemi vysokými šest metrů s odvodňovacími kanály, které zpevňují opukovou stěnu a chrání trať před vypadávajícími kameny. Svah nad zdí je ještě zajištěn drátěnými sítěmi.
Mezi stanicí a tunelem byl most, který byl při rekonstrukci tratě snesen a nahrazen novým. Nad zářezem byl v roce 1950 postaven železobetonový most o jednom poli. Vede přes něj silnice II/315.

## Zajímavosti
- Při ražbě tunelu byly nalezeny v hloubce 34 až 38 metrů pod povrchem úlomky ryzího železa. Po prozkoumání odborníky té doby i současnými (naposledy v roce 1981)[12] se nepodařilo objasnit původ úlomků. Nalezeno bylo šestnáct úlomků, z nichž největší vážil asi sto gramů. Úlomky jsou uloženy v Národním muzeu v Praze.[13][14]

- S tunelem je také spojována smrt Jana Pernera, který byl 9. září 1845 těžce zraněn po výjezdu z tunelu před vjezdem do stanice Choceň. Těžkému zranění druhý den podlehl.[3][5]

## Galerie

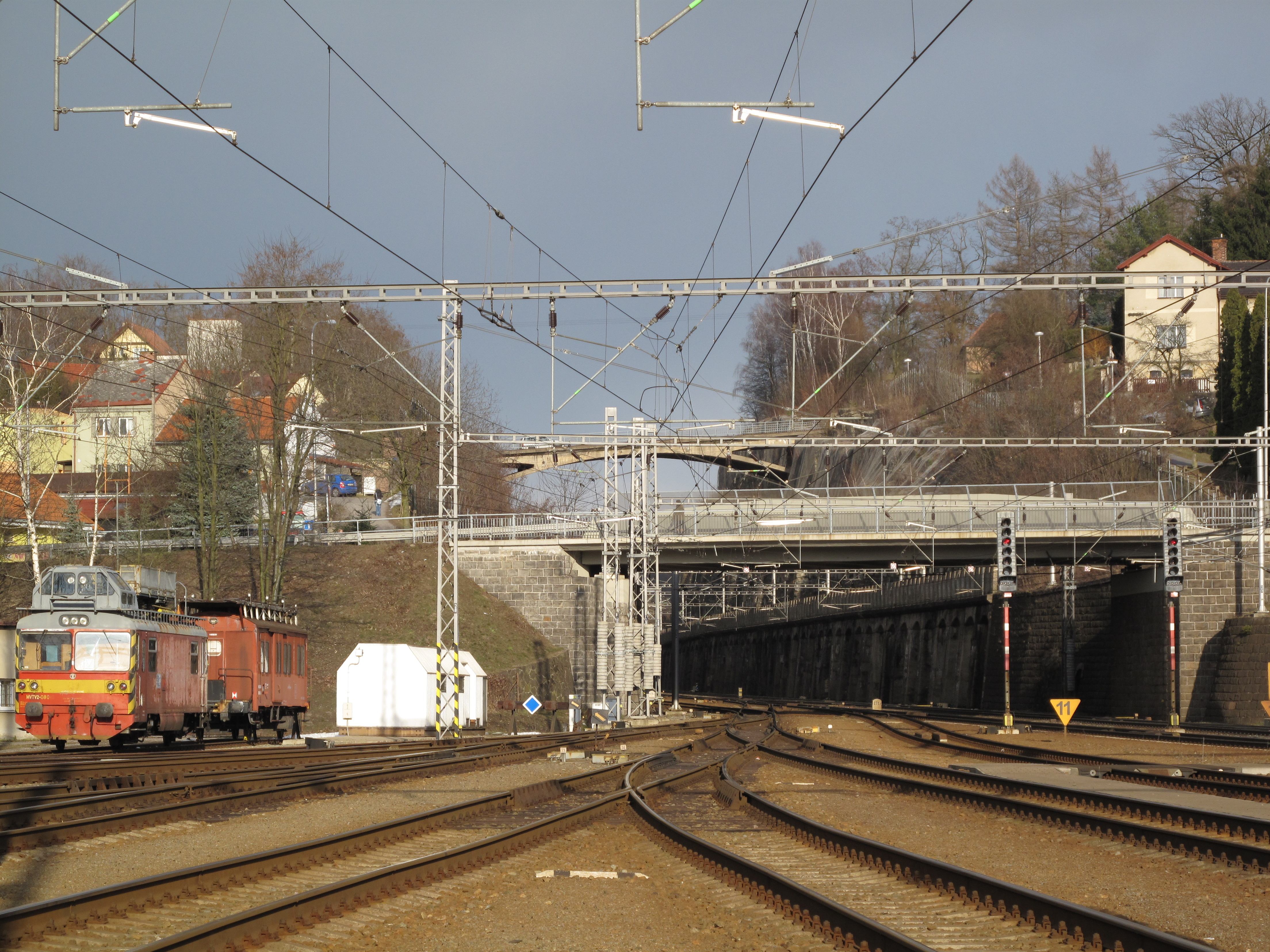
Pohled do choceňského zářezu
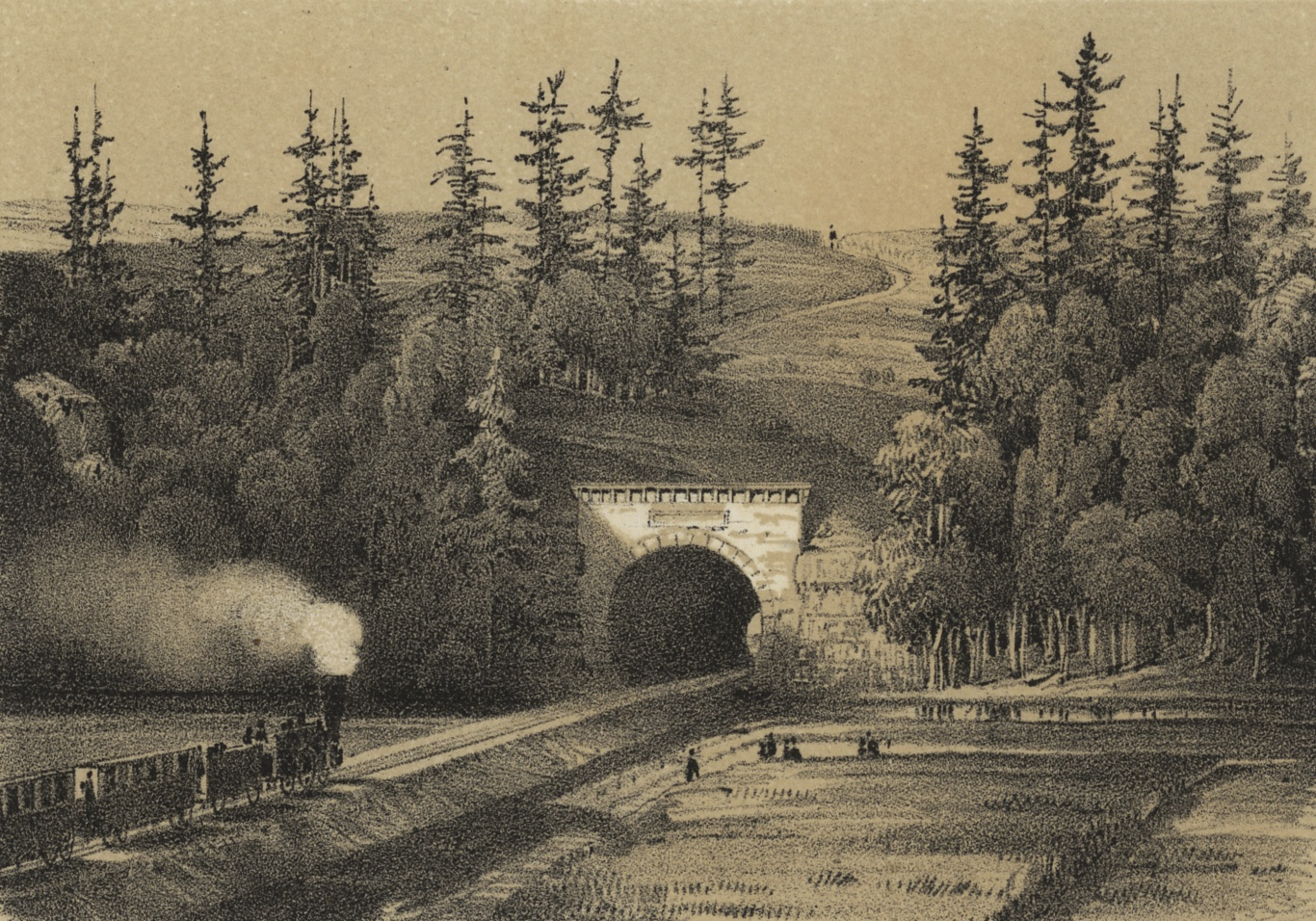
Portál od Olomouce